# 紅褐杜父魚
紅褐杜父魚，為輻鰭魚綱鮋形目杜父魚亞目杜父魚科的其中一種，被IUCN列為易為保育類動物，為溫帶淡水魚，分布於歐洲義大利Timavo泉流域，體長可達6公分，棲息在冰冷泉水區底層水域，繁殖期在3月，生活習性不明。

## 擴展閱讀
維基物種上的相關：紅褐杜父魚